# Jean-Jacques Mandrichi
Jean-Jacques Mandrichi est un footballeur français né le 3 juin 1984 à Bastia, évoluant au poste d'attaquant à l'AS Vence.

## Biographie

### En club
Jean-Jacques Mandrichi effectue sa formation de footballeur dans le club de sa ville natale, le SC Bastia. Son club formateur ne le conserve pas par la suite, le jugeant « incompatible avec le haut-niveau ». Il s'exile alors en Italie dans le club d'Isola Liri en Serie C2, où il effectue une demi-saison de bonne facture.
À la suite de son aventure italienne, il retourne en Corse et rejoint les rangs de l'US Corte (CFA 2) pour la saison 2004/05. Sa première année sous les couleurs des « Montagnards » est une vraie réussite puisque le jeune joueur insulaire marque 27 buts en 22 matchs de championnat, balayant ainsi tous les records à ce niveau (meilleure performance pour un buteur tous groupes confondus depuis l'existence du CFA 2[réf. souhaitée]). Il est alors international Universitaire et suscite l'intérêt du SCO Angers, mais le transfert ne se fait pas devant le refus de l'US Corte de le laisser partir.
Transféré vers l'AC Ajaccio pour la saison 2005/06, Jean-Jacques Mandrichi dispute son premier match en Ligue 1 lors de la rencontre St Étienne-Ajaccio (0-0) le 30 juillet 2005. Son bilan pour une première saison dans l'élite se résume ainsi : 7 titularisations, plusieurs entrées en cours de jeu déterminantes et 3 passes décisives. Il signe également ses premiers buts professionnels en coupe de la ligue et coupe de France contre Grenoble, mais surtout contre Lyon et sa pléiade d'internationaux.
Pour sa première saison en Ligue 2, Jean-Jacques Mandrichi termine meilleur buteur de l'équipe avec 14 réalisations (6e de Ligue 2) et figure également en bonne place au classement des passeurs. Il s'affirme progressivement comme le grand leader du club corse, où il prolonge pour 4 saisons, montrant ainsi son dévouement au maillot rouge et blanc malgré de nombreux appels du pied du voisin bastiais et de bons clubs de première division. 
Durant la saison 2007/2008, il est l'auteur de nombreuses passes décisives et buts malgré une blessure qui l'empêche de jouer à son meilleur niveau. Il a été courtisé au mercato hivernal par des clubs comme l'Olympique de Marseille, l'AS Monaco ou encore l'AS Saint-Étienne.
La saison 2008/2009 est cependant moins prolifique dans sa première partie, où il ne joue que très peu et ne marque qu'un seul but, il est prêté au mercato hivernal pour 6 mois au Nîmes Olympique entraîné par Jean-Michel Cavalli, alors même que l'AC Ajaccio se bat pour éviter la relégation tout comme le club Gardois. Son efficacité semble retrouvée avec les crocos (7 buts en 18 rencontres de L2).
En fin de saison, Nîmes lève l'option d'achat ; il s'engage alors pour 3 saisons. La formation gardoise comprend alors trois corses dans son effectif, Johan Cavalli, Yohan Bocognano et lui-même, sans compter l'entraîneur.
Lors de la saison 2009-2010, il totalise 10 buts en championnat, devenant ainsi l'un des meilleurs atout d'une formation qui est un temps en lice pour la montée en Ligue 1.
Lors de la dernière journée du marché des transferts 2010-2011 (le 31 août 2010), Jean Jacques Mandrichi s'engage pour deux saisons avec le Grenoble Foot 38. Le 30 juillet 2011, il s'engage pour deux saisons au FC Nantes. Le 4 octobre 2011, il rompt son contrat avec le FC Nantes et signe pour un bail de 2 ans avec la LB Châteauroux.
Le 28 juin 2012 il s'engage chez le promu de Ligue 2, le Gazélec Ajaccio. Il rejoint ainsi sa Corse natale, celle qui lui tient tant à cœur. Il déclare dans une interview que le fait de pouvoir évoluer devant sa famille et ses amis a été une grande motivation pour signer au Gazélec. Il arrive ainsi avec le statut de « star » de l'équipe, fort de ses 182 matchs (pour 68 buts inscrits) de Ligue 2 et de ses 17 matchs de Ligue 1 avec l'AC Ajaccio. 
Fin janvier 2013, il résilie son contrat avec le Gazélec, puis signe aussitôt en faveur du Red Star. Il marque dès son premier match, à la première minute, en février. Puis reste ensuite muet jusqu'au dernier match au cours duquel il inscrit un doublé qui permet au Red Star de se maintenir en National. Malgré cela, il n'est pas gardé au sein de l'effectif audonien. Mi-août 2013, il signe en faveur du CA Bastia, nouvellement promu en Ligue 2. En juillet 2014, il pose ses valises à la Réunion et dois signe dans le prestigieux club de la JS Saint-Pierroise mais des soucis administratif font capoter l'affaire. Mandrichi reviendra finalement à la Réunion en juin 2015 mais du côté de Saint-Joseph à l'AS Excelsior. Il joue son premier match le 11 juillet contre le FC 17e Km et ouvre également son compteur but avec sa nouvelle équipe.
En novembre 2015, il retrouve la métropole et s'engage à l'AS Cannes qui évolue en Division d'Honneur. Il se distingue très rapidement en marquant des buts importants dès ses premiers matchs sous les couleurs azuréennes.

### En sélection
Il honore sa première sélection avec l'équipe de Corse le 6 juin 2009 pour une rencontre face au Congo (1-1).
Le 19 mai 2010, il inscrit son premier but en sélection face à la Bretagne (victoire 2-0).
Le 26 mai 2018 il est sélectionné pour participer au premier tournoi officiel FIFA CONCACAF en Martinique avec la Corse, il y joue les 2 matches contre la Guadeloupe et la Martinique en finale. Il est l'auteur des quatre buts corses du tournoi.
Il est actuellement le meilleur buteur de l'histoire de la sélection corse avec 6 réalisations.

#### Buts en sélection
| N° | Date        | Lieu                                            | Adversaire | Score | Résultat | Compétition          |
| -- | ----------- | ----------------------------------------------- | ---------- | ----- | -------- | -------------------- |
| 1. | 19 mai 2010 | Stade François Coty, Ajaccio, France            | Bretagne   | 2–0   | 2-0      | Corsica Football Cup |
| 2. | 26 mai 2017 | Stade François Coty, Ajaccio, France            | Nigeria    | 1–0   | 1-0      | Amical               |
| 3. | 5 juin 2018 | Stade Pierre Aliker, Fort-de-France, Martinique | Guadeloupe | 1–0   | 3-0      | Tournoi des 4        |
| 4. | 5 juin 2018 | Stade Pierre Aliker, Fort-de-France, Martinique | Guadeloupe | 2–0   | 3-0      | Tournoi des 4        |
| 5. | 5 juin 2018 | Stade Pierre Aliker, Fort-de-France, Martinique | Guadeloupe | 3-0   | 3-0      | Tournoi des 4        |
| 6. | 7 juin 2018 | Stade Pierre Aliker, Fort-de-France, Martinique | Martinique | 1–4   | 1-5      | Tournoi des 4        |

## Palmarès

### Distinctions collectives

#### En club
| - AS Cannes - Division d'Honneur - Champion : 2017. - Vice-champion : 2016. |

#### En sélection
En mai 2010 il remporte la Corsica Football Cup avec la Corse.
Il est également finaliste du Tournoi des 4 qui s'est déroulé en juin 2018 en Martinique.

### Distinction personnelle
- Nîmes Olympique
  - janvier 2010 : Joueur du mois UNFP de Ligue 2.

## Carrière
| Saison                | Club                  | Championnat           | Championnat | Championnat | Coupe(s) nationale(s) | Coupe(s) nationale(s) | Total | Total |
| Saison                | Club                  | Division              | M.          | B.          | M.                    | B.                    | M.    | B.    |
| 2002-2003             | SC Bastia B           | CFA                   | 5           | 1           | 0                     | 0                     | 5     | 1     |
| Sous-total            | Sous-total            | Sous-total            | 5           | 1           | 0                     | 0                     | 5     | 1     |
| 2003-2004             | AC Isola Liri         | Serie C2              | 14          | 10          | 0                     | 0                     | 14    | 10    |
| Sous-total            | Sous-total            | Sous-total            | 14          | 10          | 0                     | 0                     | 14    | 10    |
| 2004-2005             | USC Corte             | CFA2                  | 22          | 27          | 1                     | 0                     | 23    | 27    |
| Sous-total            | Sous-total            | Sous-total            | 22          | 27          | 1                     | 0                     | 23    | 27    |
| 2005-2006             | AC Ajaccio            | Ligue 1               | 17          | 0           | 4                     | 2                     | 21    | 2     |
| 2006-2007             | AC Ajaccio            | Ligue 2               | 29          | 14          | 2                     | 2                     | 31    | 16    |
| 2007-2008             | AC Ajaccio            | Ligue 2               | 31          | 9           | 2                     | 1                     | 33    | 10    |
| 2008-janv. 2009       | AC Ajaccio            | Ligue 2               | 16          | 1           | 4                     | 1                     | 20    | 2     |
| Sous-total            | Sous-total            | Sous-total            | 93          | 24          | 12                    | 6                     | 105   | 30    |
| janv. 2009-2009       | Nîmes Olympique       | Ligue 2               | 18          | 7           | 0                     | 0                     | 18    | 7     |
| 2009-2010             | Nîmes Olympique       | Ligue 2               | 35          | 10          | 4                     | 0                     | 39    | 10    |
| 2010-août 2010        | Nîmes Olympique       | Ligue 2               | 4           | 1           | 1                     | 0                     | 5     | 1     |
| Sous-total            | Sous-total            | Sous-total            | 57          | 18          | 5                     | 0                     | 62    | 18    |
| août 2010-2011        | Grenoble Foot         | Ligue 2               | 31          | 10          | 2                     | 1                     | 33    | 11    |
| Sous-total            | Sous-total            | Sous-total            | 31          | 10          | 2                     | 1                     | 33    | 11    |
| 2011-oct. 2011        | FC Nantes             | Ligue 2               | 3           | 0           | 1                     | 0                     | 4     | 0     |
| Sous-total            | Sous-total            | Sous-total            | 3           | 0           | 1                     | 0                     | 4     | 0     |
| oct. 2011-2012        | LB Châteauroux        | Ligue 2               | 15          | 0           | 4                     | 5                     | 19    | 5     |
| Sous-total            | Sous-total            | Sous-total            | 15          | 0           | 4                     | 5                     | 19    | 5     |
| 2012-janv. 2013       | GFC Ajaccio           | Ligue 2               | 9           | 0           | 2                     | 1                     | 11    | 1     |
| Sous-total            | Sous-total            | Sous-total            | 9           | 0           | 2                     | 1                     | 11    | 1     |
| janv. 2013-2013       | Red Star FC           | National              | 15          | 3           | 0                     | 0                     | 15    | 3     |
| Sous-total            | Sous-total            | Sous-total            | 15          | 3           | 0                     | 0                     | 15    | 3     |
| 2013-2014             | CA Bastia             | Ligue 2               | 8           | 0           | 0                     | 0                     | 8     | 0     |
| Sous-total            | Sous-total            | Sous-total            | 8           | 0           | 0                     | 0                     | 8     | 0     |
| 2014-2015             | Borgo FC              | DH                    | 15          | 8           | 1                     | 0                     | 16    | 8     |
| Sous-total            | Sous-total            | Sous-total            | 15          | 8           | 1                     | 0                     | 16    | 8     |
| 2015-nov. 2015        | AS Excelsior          | Réu.                  | 9           | 4           | 0                     | 0                     | 9     | 4     |
| Sous-total            | Sous-total            | Sous-total            | 9           | 4           | 0                     | 0                     | 9     | 4     |
| nov. 2015-2016        | AS Cannes             | DH                    | 22          | 19          | 0                     | 0                     | 22    | 19    |
| 2016-2017             | AS Cannes             | DH                    | 26          | 19          | 3                     | 4                     | 29    | 23    |
| 2017-2018             | AS Cannes             | National 3            | 26          | 14          | 3                     | 0                     | 29    | 14    |
| Sous-total            | Sous-total            | Sous-total            | 74          | 52          | 6                     | 4                     | 80    | 56    |
| 2018-2019             | Istres FC             | National 3            | 25          | 4           | 3                     | 0                     | 28    | 4     |
| Sous-total            | Sous-total            | Sous-total            | 25          | 4           | 3                     | 0                     | 28    | 4     |
| Total sur la carrière | Total sur la carrière | Total sur la carrière | 395         | 161         | 37                    | 16                    | 432   | 177   |

## Anecdotes
- Il portait le numéro 12 à l'AC Ajaccio en l'honneur de son idole Marco van Basten.
- Son père est le principal délégué de la Confédération générale du travail chez Électricité de France en Corse.
- Détournant l'accent corse, les supporters Nîmois l'appellent "Mandrique".